# 야마나미 게이스케
야마나미 게이스케(山南敬助, 1833년 ~ 1865년 음력 2월 23일)는 신센구미의 총장이다. 휘는 도모노부(知信). 그의 성에 대해서는 야마나미라고 부르는 법이 통용되고 있지만 몇가지 사료에서 산난으로 불렸다는 설도 있다.

## 생애
무쓰국 센다이번 출신으로 알려져 있으나 에도에 오기 전의 행적에 대해서는 정확히 알려진 것이 없다. 유파는 북진일도류(北辰一刀流), 천연이심류(天然理心流). 친절하고 온화한 성품의 학식이 깊은 남자였다고 한다. 히지카타 토시조와 대립되는 인물로 묘사되나 사실은 우애가 깊었다고도 한다. 1865년 에도에 돌아가겠다는 쪽지를 남긴 채 대를 탈주하였고, 오미국 오쓰(지금의 오쓰시)에서 오키타 소지에게 붙잡혀 되돌아왔다. 그의 탈주 이유에 대해서는 여러 가지 설이 존재한다. 신센구미는 탈주나 탈퇴가 엄격하게 금지되어 있는 집단이었기 때문에 음력 2월 23일 할복하여 33세의 나이로 죽음을 맞았다.

## 출연작품
- 《신센구미!》(NHK, 2004년) - 사카이 마사토